# Phymorhynchus speciosus
Phymorhynchus speciosus is een slakkensoort uit de familie van de Raphitomidae. De wetenschappelijke naam van de soort is voor het eerst geldig gepubliceerd in 1971 door Olsson.